# Krasnokutśk

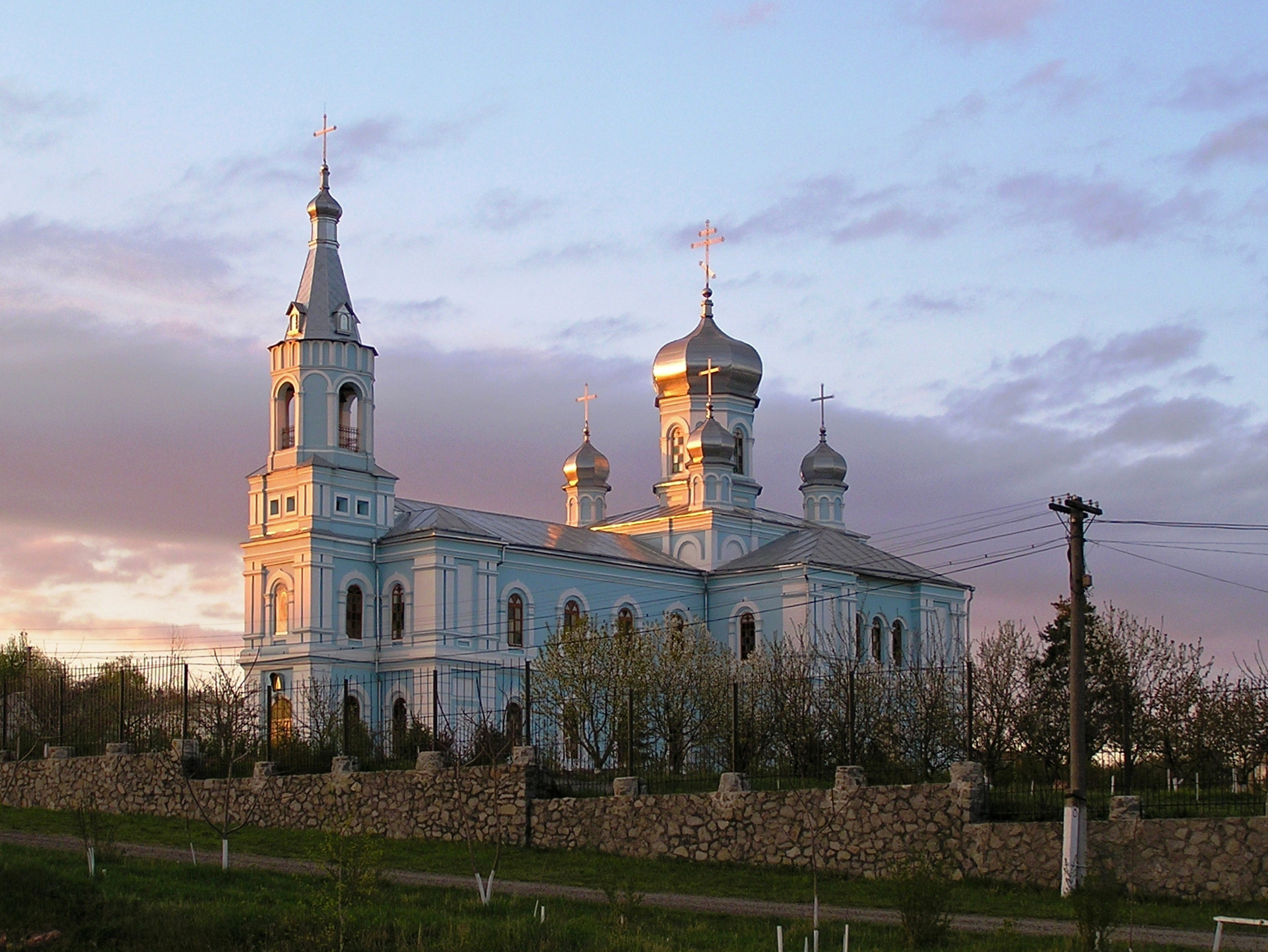
Cerkiew św. Michała Archanioła

Krasnokutśk (ukr. Краснокутськ) – osiedle typu miejskiego na Ukrainie, w obwodzie charkowskim, siedziba władz rejonu krasnokutskiego.

## Historia
W 1930 roku zaczęto wydawać gazetę.
Osiedle typu miejskiego od 1975.
W 1989 liczyło 8511 mieszkańców.
W 2013 liczyło 7744 mieszkańców.